# Probeiros
Probeiros es una aldea española situada en la parroquia de Parte, del municipio de Monforte de Lemos, en la provincia de Lugo, Galicia.

## Geografía
Se encuentra en el norte del municipio de Monforte de Lemos, en el límite con los municipios de Bóveda, al norte, y Puebla del Brollón, al este. Se encuentra a una altitud media de 339 metros sobre el nivel del mar, junto al río Mao y cerca de la desembocadura del Teixugo en el anterior.

## Demografía
| Gráfica de evolución demográfica de Probeiros entre 2000 y 2020 |
|                                                                 |
| Datos según el nomenclátor publicado por el INE.                |

## Festividades
Las fiestas de la localidad se celebran en honor a San Ramón, el 31 de agosto si cae en domingo o, si no, el primer domingo de septiembre.